# Схурман, Адриан
Адриан Корнелис Схурман (нидерл. Adriaan Cornelis Schuurman; 28 июля 1904, Кампен — 24 августа 1998, Гаага) — нидерландский органист, композитор и музыкальный педагог.
Учился в Гаагской консерватории (1925—1927) как пианист, занимаясь также контрапунктом под руководством Йохана Вагенара. Затем в 1927—1931 гг. в Амстердамской консерватории продолжил изучение контрапункта у Сема Дресдена, по классу органа занимался у Корнелиса де Вольфа. С 1927 г. работал органистом в Соборе Святого Иоанна в Схидаме, затем с 1938 г. в реформатской церкви в Лохеме, с 1942 г. в церкви Святого Георгия в Амерсфорте и наконец в 1950—1974 гг. в церкви Маранафа в Гааге. Одновременно с 1947 г. преподавал курс церковной музыки в различных учебных заведениях, в том числе в Гаагской консерватории (1963—1969) и Роттердамской консерватории (1969—1974).
Схурман играл важную роль в формировании музыкального канона Нидерландской реформатской церкви, с 1933 года работал над различными собраниями псалмов и гимнов. Собственные произведения Схурмана — различные церковные песнопения и сочинения для органа. По мнению ученика Схурмана, органиста Яна ван ден Берга, записавшего вместе со своим младшим коллегой Гербеном Мауриком полное собрание его органных произведений, музыка Схурмана напрямую наследует Сезару Франку и Максу Регеру и составляет важнейшую часть нидерландской органной композиции XX века.